# Altopontonia disparostris
Altopontonia disparostris är en kräftdjursart som beskrevs av Bruce 1990. Altopontonia disparostris ingår i släktet Altopontonia och familjen Palaemonidae. Inga underarter finns listade i Catalogue of Life.